# Stora Ävsjön
Stora Ävsjön är en sjö i Falkenbergs kommun och Hylte kommun i Halland och ingår i Suseåns huvudavrinningsområde. Sjön har en area på 0,476 kvadratkilometer och ligger 100 meter över havet. Sjön avvattnas av vattendraget Suseån (Suseån (norra)). Vid provfiske har abborre, braxen, gädda och mört fångats i sjön.

## Delavrinningsområde
Stora Ävsjön ingår i det delavrinningsområde (631440-132015) som SMHI kallar för Ovan Slien. Medelhöjden är 118 meter över havet och ytan är 41,94 kvadratkilometer. Räknas de 2 avrinningsområdena uppströms in blir den ackumulerade arean 83,19 kvadratkilometer. Suseån (Suseån (norra)) som avvattnar avrinningsområdet har biflödesordning 2, vilket innebär att vattnet flödar genom totalt 2 vattendrag innan det når havet efter 38 kilometer. Avrinningsområdet består mestadels av skog (83 %). Avrinningsområdet har 0,85 kvadratkilometer vattenytor vilket ger det en sjöprocent på 2 %.